# 無限次元空間における不動点定理
数学において、ブラウワーの不動点定理の一般化である無限次元空間における不動点定理（むげんじげんくうかんにおけるふどうてんていり、英: Fixed-point theorems in infinite-dimensional spaces）は数多く存在する。それらは例えば、偏微分方程式の解に対する存在定理の証明に応用される。
この分野における第一の結果は、1930年にユリウス・シャウダーによって証明されたシャウダーの不動点定理である（別の流派におけるそれ以前の結果として、1922年に証明された完備距離空間における縮小写像に対するバナッハの不動点定理がある）。これ以降、多くの結果が証明された。この種の不動点定理が数学の分野全体に多大な影響を持つこととなった一つの理由は、有限の単体的複体に対してはじめに証明される代数的位相幾何学の手法を、無限次元の空間に対して拡張することの出来る手法の存在であった。例えば、層論を発見したジャン・ルレイの研究は、シャウダーの業績を拡張することから始まった。
シャウダーの不動点定理: C を、バナッハ空間 V の空でない閉凸部分集合とする。f : C → C がコンパクトな像を持つ連続函数であるなら、f は不動点を持つ。
チホノフの不動点定理: V を局所凸位相ベクトル空間とし、V 内の空でない任意のコンパクト凸集合 X に対して、任意の函数 f : X → X は不動点を持つ。
その他の結果として、マルコフ＝角谷の不動点定理（1936-1938）や、コンパクト凸集合の連続自己アフィン写像に対するリル＝ナウゼウスキの不動点定理（1967）、開領域の正則自己写像に対するアール＝ハミルトンの不動点定理（1968）などがある。
角谷の不動点定理: 局所凸空間のコンパクトな凸部分集合からそれ自身への写像で、像が閉グラフかつ凸で空でないようなすべての対応は、不動点を持つ。